# Servet Tazegül
Servet Tazegül (Nürnberg, 26 de setembro de 1988) é um taekwondista turco. campeão olímpico. Ele é conhecido como Turco Louco.

## Carreira
Servet Tazegül competiu nos Jogos Olímpicos de 2008 e 2012, na qual conquistou um bronze em 2008 e a medalha de ouro em 2012.
Na Rio 2016, foi surpreendido e não medalhou, perdendo para o cabeça-de-chave 4 o russo Alexey Denisenko. E para o venzuelano Edgar Contreras na repescagem.